# Scritte per me (album)
Scritte per me è un album della cantante italiana Nilla Pizzi, pubblicato nel 1970 dalla casa discografica Equipe.

## Descrizione
Il disco è stato presentato allo special musicale Scritte per me andato in onda nel 1971 dove la Pizzi era protagonista.
La trasmissione prende il titolo dell'album.
Dal disco è stato estratto un singolo Bambino/Mi piace la gente pubblicato nel 1971. 

## Tracce
1. Il prezzo del successo
2. Piangere di felicità
3. Ed è subito amore
4. Mi piace la gente
5. Le braccia lungo i fianchi
6. Fortuna che ci sei tu
7. Bambino
8. Appena dietro l'angolo
9. Amo il mondo
10. Amarsi nel vento
11. Mister Gordon
12. Pezzi di carta